# Couilly-Pont-aux-Dames
Couilly-Pont-aux-Dames is een gemeente in het Franse departement Seine-et-Marne (regio Île-de-France) en telt 2007 inwoners (2004). De plaats maakt deel uit van het arrondissement Meaux.

## Geografie
De oppervlakte van Couilly-Pont-aux-Dames bedraagt 4,8 km², de bevolkingsdichtheid is 418,1 inwoners per km².
De onderstaande kaart toont de ligging van Couilly-Pont-aux-Dames met de belangrijkste infrastructuur en aangrenzende gemeenten.

## Demografie
Onderstaande figuur toont het verloop van het inwonertal (bron: INSEE-tellingen).